# Chiesa di San Bartolomeo Apostolo (Lavenone)
La chiesa di San Bartolomeo Apostolo è la parrocchiale di Lavenone, in provincia e diocesi di Brescia; fa parte della zona pastorale dell'Alta Val Sabbia.

## Storia
La primitiva chiesa di Lavenone sorse a cavallo tra i XVI e XVII ed era all'inizio filiale della pieve di Santa Maria di Idro; fu eretta a parrocchiale nel 1530, come stabilito dal documento firmato in data 2 settembre dall'arciprete idrense Picino Dosso, dal pievano Francesco di Bione e dal rettore Giorgio de Robis, con tuttavia l'obbligo di versare annualmente alla matrice la somma di 27 lire.
Nel 1696 la chiesa venne dotata dell'organo, per poi venir demolita nel XVIII secolo; nel 1776 fu nominata una commissione per l'erezione della nuova chiesa e il 31 maggio 1778 venne posta la prima pietra della costruenda parrocchiale, disegnata dall'abate Gaspare Turbini.
L'edificio fu portato a compimento tra il 1789 e il 1790, per poi essere dotato dei banchi nel 1816 e consacrato il 6 ottobre 1840.

## Descrizione

### Esterno
La facciata a capanna della chiesa è spartita in due registri, entrambi scanditi da lesene; l'ordine inferiore presenta il portale d'ingresso timpanato, mentre quello superiore, coronato dal timpano triangolare su cui è fissata una croce di ferro e che è dotato di pennacchi composti da materiale lapideo, è caratterizzato da un finestrone.

### Interno

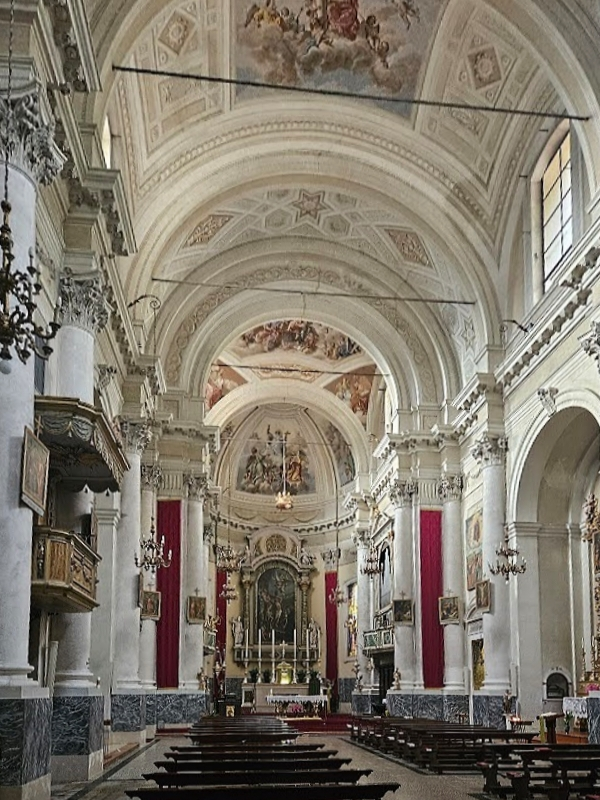
L'interno

L'interno della chiesa è costituito da un'unica navata, su cui s'affacciano le cappelle laterali e le cui pareti son caratterizzate dal cornicione sopra il quale s'imposta la volta affrescata.
Al termine dell'aula si sviluppa il presbiterio, che ospita le due cantorie, su una delle quali è situato l'organo, mentre in fondo c'è l'abside semicircolare.
Opere di pregio qui conservate sono l'ancona del Corpus Domini, detta anche del Crocifisso, realizzata dai levrangesi Bortolo Zambelli e Francesco Boscaini e indorata dal lonatese Paolo Bertoli nel 1729, il cinquecentesco Crocefisso, accanto al quale sono poste le statue della Vergine Maria e di San Giovanni, l'altare laterale dedicato a Sant'Antonio Abate, donato forse dai Roberti, quello dei Santi Rocco e Carlo, costruito nel 1741 da Giovanni Battista Boscaì, e la pala dell'altare maggiore, che è di scuola veronese.